# Buddy Baker (Posaunist)
Edwin D. „Buddy“ Baker  (* 12. Juni 1932 in Alexandria (Indiana)) ist ein US-amerikanischer Musiker (Posaune, Euphonium) und Hochschullehrer, der sich in den Bereich des Jazz und der klassischen Musik betätigte.

## Leben und Wirken
Baker der in einer musikalischen Familie aufwuchs, lernte ab dem siebten Lebensjahr Klavier und ab dem zwölften Lebensjahr Posaune. Nachdem er bei mehreren Wettbewerben gesiegt hatte, erhielt er ab 1950 als Stipendiat Unterricht an der Indiana University bei Thomas Beversdorf. Nach dem Abschluss seiner Studien (1954 erhielt er den Bachelor-Abschluss an der Indiana University) trat er in die US-Armee ein und flog für die nächsten zwei Jahre Aufklärungsmissionen in Deutschland. Nach Ableistung seines Militärdienstes kehrte er 1958 an die Indiana University zurück und begann sein Masterstudium in Posaunenaufführung. Als Lehrbeauftragter lehrte er nach seinem Master 1959 dort im Jazzstudiengang. Daneben tourte er Ende der 1950er- und Anfang der 1960er-Jahre bei Stan Kenton und Woody Herman.
1965 wurde Baker an die Fakultät der University of Northern Colorado in Greeley berufen, wo er im Fachbereich Jazz-Studien unterrichtete; 1998 ging er in den Ruhestand. Baker hat zwei Lehr- und Handbücher zum Posaunenspiel und zwei Sammlungen mit Posaunenstücken veröffentlicht. Die International Trombone Association zeichnete ihn 1976 mit ihrem Annual Artist/Teacher Award und 2004 mit dem Neill Humfeld Award for Teaching Excellence aus. Von 1976 bis 1978 war er außerdem als Präsident der International Trombone Association tätig.
Baker war 33 Jahre Soloposaunist des Greeley Philharmonic Orchestra. Auch war er Mitglied des Rich Matteson / Harvey Philips TUBAJAZZ Consort, in dem er Euphonium spielte. Im Bereich des Jazz war er laut Tom Lord zwischen 1972 und 1981 an Aufnahmesessions u. a. mit Oliver Nelson and His Orchestra (Swiss Suite, 1971) und Rich Matteson (Matteson-Phillips Tubajazz Consort) beteiligt. 1999 legte er mit seinem Quintett und Gästen das Album Exit Sliding vor.